# Oroonoko
Oroonoko (léase Orunoko) es una novela corta de la escritora inglesa Aphra Behn que fue publicada en 1688. 

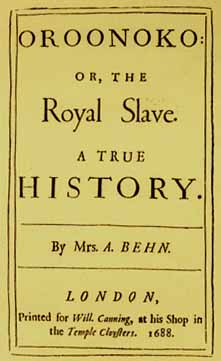
Primera edición de Oroonoko, 1688.

La obra, cuyo protagonista es un africano esclavizado y llevado a Surinam durante la década de 1660, cuenta una trágica relación amorosa que, aparentemente, fue inspirada en los viajes que la propia autora hizo a las colonias sudamericanas. Suele afirmarse que Behn fue la primera inglesa que se dedicó profesionalmente a la composición de novelas y piezas teatrales. Oroonoko se cuenta entre las más antiguas novelas de la lengua inglesa, y describe bien el sistema esclavista de la época.

## Resumen
"Oroonoko" es una novela relativamente corta cuyo título completo es, en realidad, "Oroonoko, o el Esclavo Real" (en inglés, "Oroonoko, or the Royal Slave"). La obra relata las desventuras de Oroonoko, nieto de un rey africano: Oroonoko se enamora de Imoinda, la hija del más importante general del reino. Pero la joven mujer también es deseada ardientemente por el rey, el cual le ordena que sea una de sus esposas (Aphra Behn supone que todas las tribus africanas practican la poligamia). Imoinda prefiere al príncipe Oroonoko y, por lo tanto, rehúsa obedecer. La joven hace saber al rey que prefiere morir a casarse con un tirano. El rey, enfurecido por la decisión de la muchacha, ordena que sea vendida como esclava. Oroonoko, asimismo, cae en una trampa y es capturado por el malvado capitán de un buque negrero. Los dos prisioneros son llevados a Surinam, que entonces era una colonia inglesa en las Antillas cuya economía estaba plenamente basada en el cultivo de la caña de azúcar. Oroonoko e Imoinda, ahora con los nombres de Caesar y Clemene, llegan al mismo lugar y consiguen comunicarse, pero la belleza de la joven enseguida despierta el deseo de Byam, el diputado-gobernador de la colonia.

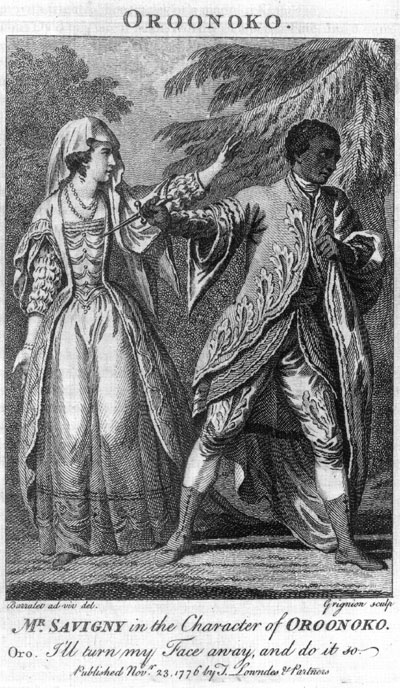
Oroonoko mata a Imoinda durante la obra de teatro de Thomas Southerne en 1776.

Oroonoko, furioso por las condiciones en que viven, rápidamente inspira y organiza una rebelión de los esclavos locales: los rebeldes son rechazados por los soldados hacia fuera de la colonia, y la mayor parte de ellos depone las armas cuando Byam les promete una amnistía. A pesar de tal promesa, Oroonoko es severamente azotado por ser el líder de la rebelión. Deseando vengar su dignidad y expresar su ira, Oroonoko mata al diputado-gobernador, aún sabiendo que por ello sería buscado e, inevitablemente, ejecutado. Temiendo que Imoinda tal vez fuese víctima de violencia sexual u otras humillaciones después de su muerte, Oroonoko planea matarla también. Ambos amantes discuten sobre ese plan e Imoinda, desesperada, finalmente consiente en morir. Debido al amor que siente por la joven, Oroonoko duda si apuñalarla a ella antes; así y todo, cuando finalmente la mata, aparece una sonrisa en el rostro de su amada. Acto seguido vela el cuerpo de Imoinda y es encontrado por los soldados, que consiguen evitar su suicidio, pero solamente para que pueda ser ejecutado públicamente. Desde el principio hasta el fin de su larga tortura y ejecución por descuartizamiento, Oroonoko fuma una pipa en silencio y estoicamente resiste el intenso dolor sin proferir un solo grito.
Poco después de la muerte de Oroonoko, los holandeses se apropian de la colonia y sofocan otra rebelión, masacrando sin compasión a los esclavos.

## Análisis
La novela está narrada mezclando la primera y la tercera persona gramatical, porque toda la aventura es contada por un testigo ficticio, que observa desde un punto de vista externo la vida de los dos amantes de Surinam. El testigo se presenta como una joven aristócrata inglesa que acaba de llegar a la colonia con su padre, el cual en principio debía ser el nuevo diputado-gobernador, pero muere accidentalmente durante la travesía en barco. A pesar de ello, a la joven y a su familia se les proporciona una de las más bellas casas de la región. Más allá de las aventuras de los dos protagonistas, las experiencias de la joven aparecen frecuentemente en el texto para interrumpir la trama principal con breves digresiones. Al final de la novela, la mujer abandona Surinam y regresa a Londres.
La obra se estructura en tres grandes bloques. En primer lugar, el texto comienza con una declaración (ficticia) sobre la autenticidad de la historia relatada. La escritora asegura que su obra no constituye ni un relato de ficción ni un ensayo histórico pedante. Aphra Behn asegura que ella es testigo ocular directo de los hechos que narra e incluso insiste, dirigiéndose al lector, en que nunca trató de adornar el texto ni de falsear datos, esforzándose siempre en basar el texto únicamente en la realidad. La segunda parte se inicia con una descripción de Surinam y de los indígenas. La autora ve a los indígenas como un pueblo saludable y sin pretensiones, que aparentemente aún gozan de las condiciones de vida de la Edad de Oro, como simbólicamente parece probar el hallazgo de este metal en la región. Solamente después de estos prolegómenos empieza la historia de Oroonoko propiamente dicha, con la conspiración entre el rey y el capitán y la captura de Imoinda y el príncipe. Los acontecimientos posteriores, al ser presenciados directamente por la joven inglesa, son narrados utilizando verbos en tiempo presente; Oroonoko e Imoinda se reencuentran y después se encuentran con la narradora. La tercera y última sección contiene la historia de la rebelión encabezada por Oroonoko y su trágico fin.

## Contexto histórico y biográfico
Poco se sabe de la vida de Aphra Behn, que al principio de la Segunda Guerra anglo-holandesa fue una espía al servicio del rey Carlos II de Inglaterra, con la misión de desenmascarar a un agente doble en el extranjero; pero el rey pagó solo una parte de este trabajo, o quizás no lo retribuyó en absoluto, por lo que Aphra sufrió graves problemas económicos a su regreso a Inglaterra. Habiendo enviudado, se empobreció hasta el punto de pasar algunos días presa a causa de sus muchísimas deudas, antes de lograr el éxito literario.

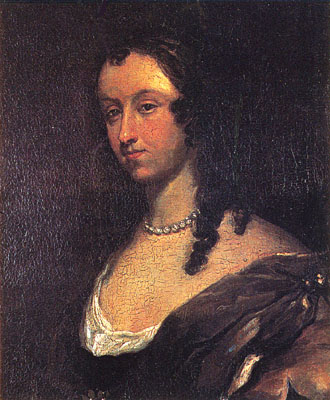
Retrato de Aphra Behn, con aproximadamente 30 años, por Mary Beale.

Aphra Behn escribió también varias piezas teatrales, que tuvieron una buena aceptación por parte del público y confirmaron su reconocimiento como escritora; durante la década de 1670, solo las obras de John Dryden tuvieron más espectadores que las de Behn.
Entre sus novelas, todas ellas obras tardías, "Oroonoko" siempre fue la más estudiada. Aunque la primera edición de la obra, cuando la autora aún vivía, no tuviese un éxito extraordinario, el libro, de hecho, vendió lo suficiente, pero las aventuras del príncipe Oroonoko no tuvieron mucha fama antes de la adaptación para teatro hecha por Thomas Southerne. Desde entonces diversos críticos han considerado, a veces con convencimiento y a veces con cautela, la cuestión de la autenticidad del cuento, proclamada por Behn al inicio de la obra. Los primeros biógrafos de la autora habían interpretado el uso de la primera persona en la novela como un evidente indicio de verismo, y no dudaron en añadir a su biografía algunos datos que aparecen en la novela referidos a la joven inglesa.
Se hace necesario, por tanto, recordar que esta novela es ficción; el "yo" de la obra no corresponde al autor real, igual que el "yo" de Jonathan Swift en Los viajes de Gulliver, o de Daniel Defoe en Robinson Crusoe.

## El debate sobre la naturaleza autobiográfica de la obra

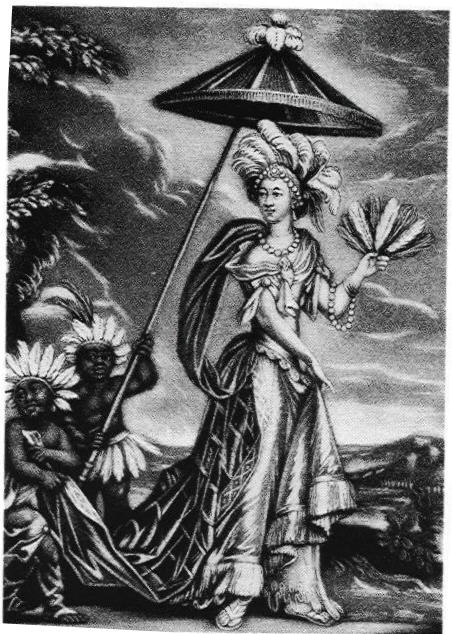
la actriz Anne Bracegirdle aparece tocada con un sombrero de plumas, en "La reina india", de John Dryden. Se dice que este sombrero fue donado por Aphra Behn a Thomas Killigrew, después del supuesto viaje de la escritora a Surinam.

Los investigadores hasta hoy no han conseguido distinguir la parte autobiográfica en el texto de "Oroonoko". Más concretamente, la cuestión está en precisar si la joven inglesa representa a Aphra Behn. Hace más de un siglo que los críticos están en desacuerdo sobre si tuvo lugar o no el viaje de la escritora a Surinam y en qué fecha habría tenido lugar en caso de haber ocurrido. De una parte, la joven inglesa relata que "vio" carneros en la colonia, pero esos animales no hubieran podido soportar el clima de aquella región, lo que obligó a los colonos a importar carne desde Virginia. Además, como hace notar Ernest Bernbaum en "Mrs. Behn's Oroonoko", Aphra Behn podría haber encontrado todas las informaciones básicas sobre Surinam en los relatos de viajes de William Byam o George Warren, que habían sido ampliamente divulgados en Londres en la década de 1660. Por otro lado, como observan J. A. Ramsaran y Bernard Dhuiq, Aphra Behn describió los paisajes locales y los aspectos generales de la colonia con acierto y precisión. Además, la verosimilitud topográfica y sociología carecía de importancia para los lectores de novelas del siglo XVII, y la propia Aphra Behn, como era costumbre, descuida estos aspectos en otras obras. 
Sus obras teatrales, en gran parte, se desarrollaban en un escenario indefinido, y no pierde tiempo en descripciones topográficas en sus historias.
También es llamativo que todos los europeos mencionados en la novela estuvieran realmente en Surinam en la década de 1660. la autora nunca se tomó la libertad de inventar a estos personajes, y hay que destacar que éstos no coinciden con las preferencias de Aphra Behn en relación con los personajes ficticios. La joven escritora contemporánea de la Guerra Civil Inglesa, siempre ferviente monárquica, normalmente creaba personajes fieles seguidores del rey Carlos II, para crear un contraste con los perversos partidarios del Parlamento. "Oroonoko" no es coherente con ese modelo, tal vez debido a que la escritora quiso ser fiel a la verdad de los hechos. Por ejemplo, Byam e James Bannister, ambos monárquicos, son personajes libertinos y sádicos, mientras que George Marten, republicano partidario de Oliver Cromwell, se comporta con moderación, justicia e inteligencia.

En resumen, parece probable que Aphra Behn viajase a Surinam, sin que por ello se pueda afirmar que la joven inglesa de la novela sea un alter ego de la autora. 
En primer lugar, la joven aristócrata relata que su padre, futuro diputado-gobernador de la colonia, había muerto durante la travesía en barco. De un modo totalmente diferente aconteció la muerte del padre de Aphra Behn, Bartholomew Johnson, aunque también él murió entre 1660 y 1664. Además, ningún documento atestigua que hubiese otro gobernador en la colonia, además de William Byam, durante aquel período. El único noble que murió a bordo de un navío durante una travesía fue Lord Willoughby, el delegado oficial del rey inglés en Barbados y Surinam. Pero, analizando la cuestión más profundamente, la muerte del padre esclarece la antipatía que ella siente por Byam, por usurpar el lugar que le estaba destinado a su padre. Tal vez Aphra Behn inventara esa paternidad ficticia como pretexto para verbalizar el odio que realmente sentía hacia el verdadero Byam.
Con respecto al motivo del viaje, la crítica Janet Todd opina que se trataba de espionaje. El diputado-gobernador Byam tenía un gran poder en la región, y eso contrariaba no solo a los republicanos, como el coronel George Marten, sino también a los monárquicos. La habilidad de Byam como gobernador lo hacía parecer cada vez más sospechoso, y tanto Lord Willoughby como el rey Carlos II podrían haberle encargado a Aphra Behn una discreta investigación sobre la administración de la colonia.
Los primeros biógrafos de la escritora creían ciegamente en las afirmaciones de Aphra en la novela, hasta el punto de inventar una relación amorosa entre ésta y el príncipe Oroonoko. Un anónimo desmintió esto en 1698 en las "Memorias de Aphra Behn, escritas por alguien del sexo débil" (en inglés, "Memoirs of Aphra Behn, Written by One of the Fais Sex"). El libro, sin autoría reconocida, enfatiza que, durante el período en que ocurrían los hechos relatados, la escritora era demasiado joven como para que esto fuese cierto. Biógrafos posteriores, sin embargo, levantaron nuevamente esa polémica, algunos para apoyar y otros para refutar esa hipótesis fantasiosa. Con todo, parece mucho más provechoso ver los acontecimientos de la novela como parte de una investigación, como observaciones sobre formas de gobierno, que como una autobiografía.

## Posibles modelos de Oroonoko

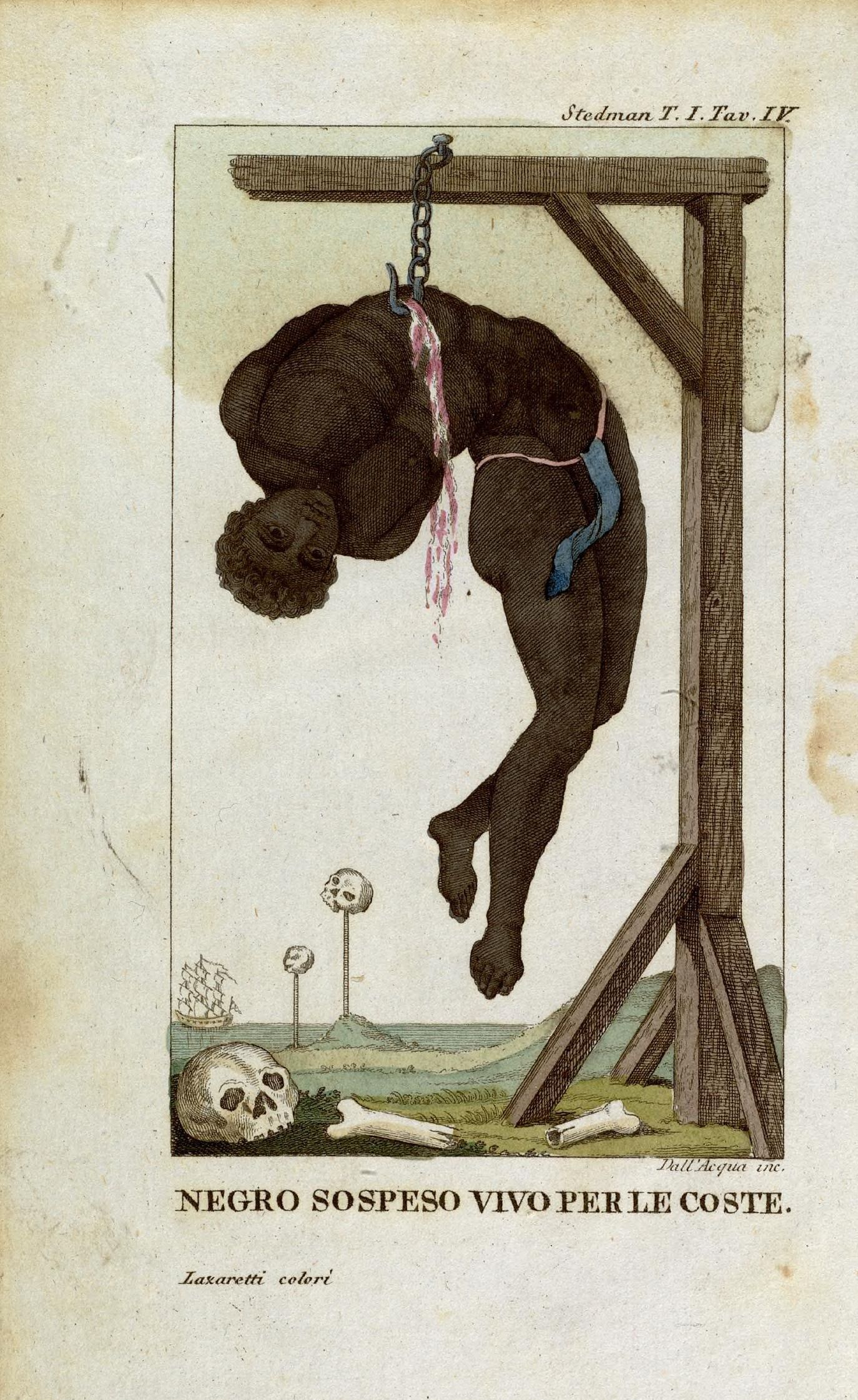
Grabado de William Blake que muestra un negro colgado por los costados en el patíbulo del capitán John Stedman. Crónica de una expedición de cinco durante la revuelta de los negros en Surinam, 1972, es un ejemplo de los crueles castigos reservados a los esclavos de Surinam.

Los lectores y los comentaristas habían defendido seriamente durante varios siglos que Oroonoko, así como otros detalles descritos en la novela, verdaderamente existió, organizó la rebelión de sus camaradas e, incluso, conoció a la escritora, aunque no exista ninguna prueba de ello. Aphra Behn, de hecho, escribió en la novela que ella, en persona, realmente había conocido a un príncipe africano esclavizado. 
Sin embargo, a pesar de tres siglos de estudios, ningún crítico ha sido capaz de encontrar un personaje histórico que coincidiese con las descripciones hechas por la autora. En consecuencia, se puede afirmar que los personajes de la novela, aunque ficticios, están parcialmente inspirados en personajes reales del Surinam de aquella época.
Uno de los personajes reales que más se parecen a Oroonoko fue, sin duda, un colono blanco de Surinam, llamado 
John Allin.
Este hombre acabó siendo alcohólico debido a la miseria y el hastío causados por la vida en la poco hospitalaria colonia.
Según se cuenta, acostumbraba a proferir insultos tan crueles que el diputado-gobernador Byam temía la disolución del tribunal de justicia a causa de los constantes y repetidos procesos contra él. En la novela, Oroonoko planea asesinar a Byam y después matarse. Eso coincide con el plan de Allin, que había intentado matar a Lord Willoughby y acabar con su propia vida, porque decía no ser capaz de «tener mi propia vida, cuando no puedo alegrarla con libertad y dignidad». Finalmente hirió a Willoughby, que lo encarceló. En la prisión se suicidó, y su cadáver fue llevado al cadalso,
Es necesario precisar que Allin era un siervo y no un esclavo; la "libertad y la honra" por los que luchaba hay que entenderlos como independencia, y no como emancipación. Él. además, no provenía de una familia noble y su odio a Willoughby no estaba relacionado con ninguna cuestión sentimental. Las similitudes con Oroonoko, por lo tanto, se limitan al crimen cometido y al castigo. Aunque Aphra Behn hubiese abandonado Surinam en 1663, aún podría haberse informado acerca de los acontecimientos ocurridos en la colonia a través de la lectura del "Relato Exacto" que Willoughby publicó después de su regreso a Londres en 1666, y tal vez Aphra hubiese decidido, por tanto, relacionar la bárbara ejecución de Allin con el cruel gobernador de la novela, Byam.
Durante la estancia de la escritora en Surinam (en torno a 1663), ella, como se ha dicho, fue testigo de la llegada de un navío negrero y de sus 130 «mercancías», después de que 54 de ellos hubiesen muerto durante la travesía. Los esclavos africanos se encontraban en unas circunstancias diferentes que las de los siervos procedentes de Inglaterra y sus condiciones de vida eran extremadamente difíciles; a causa de esto, con frecuencia se rebelaban y atacaban la colonia. Así y todo, ningún rebelde parece coindir con lo relatado en Oroonoko. 
Además de esto, el mismo Oroonoko tiene, según el texto, características físicas totalmente inusitadas entre sus compañeros; tiene la piel más negra, pero también una nariz griega y el cabello ensortijado. La falta de documentos históricos acerca de una sublevación masiva, las extrañas características físicas de Oroonoko y su comportamiento típicamente europeo, indican que el protagonista de la novela es un personaje ficticio. Por añadidura, su nombre es evidentemente inventado; algunos nombres en la lengua yoruba suenan de modo semejante, pero la mayoría de los esclavos africanos de Surinam procedían de Gana. Sí existen para este nombre referentes literarios, como Oroondates nombre de uno de los personajes de la obra teatral "Kasandro", de La Calprenede, a quien Aphra Behn con toda seguridad había leído. En esta obra, Oroonoko es un príncipe cuya amante es raptada por el viejo rey.
También puede asociarse Oroonoko con el río Orinoco, en Venezuela, en la misma zona donde los ingleses establecían sus colonias.
En ese caso, el nombre del protagonista sería, por lo tanto, una alegoría de ese mal gestionado territorio.

## Aphra Behn y la esclavitud
La colonia de Surinam comenzó a importar esclavos en 1650, porque los siervos que venían por contrato de Inglaterra eran insuficientes para garantizar la alta producción de caña de azúcar. En 1662, el duque de York recibió orden de proporcionar 3.000 esclavos de las Antillas, negocio del que también se ocupó Lord Willoughby. Generalmente, los navegantes ingleses trataban con los esclavistas locales en África, y muy raramente capturaban a los esclavos, por lo que el rapto de Oroonoko no parece creíble. Existían, de hecho, algunas incursiones de captura, organizadas por los europeos, pero eso sucedía solamente como última solución, porque los navegantes temían capturar por azar a alguien importante para las tribus que se habían aliado con ellos. Los esclavos procedían más frecuentemente del territorio de Costa de Marfil.
Según Janet Todd, Aphra Behn personalmente no estaba en desacuerdo con la esclavitud. Aceptaba la idea de que los pueblos poderosos tenían el derecho de suplantar a los pueblos más débiles y se dice que ella, durante su infancia, escuchaba muchas fábulas orientales en las que los mongoles esclavizaban villas europeas enteras. Además de eso, parece que su marido, Johan Benn, que viajó en el navío "El Rey David" desde el puerto de Hamburgo, había sido un esclavista de origen holandés; probablemente se mudó a Londres para negociar con las colonias inglesas bajo una falsa bandera. Si Aphra Behn hubiese sido contraria a la esclavitud como sistema, es de suponer que no se habría casado con un esclavista. Por otro lado, se sabe con bastante certeza que el suyo fue un matrimonio infeliz; "Oroonoko", escrito más de veinte años después de la muerte de su marido, presenta precisamente al capitán esclavista y al secuestrador del príncipe como los más abominables personajes de toda la novela.

## Importancia histórica

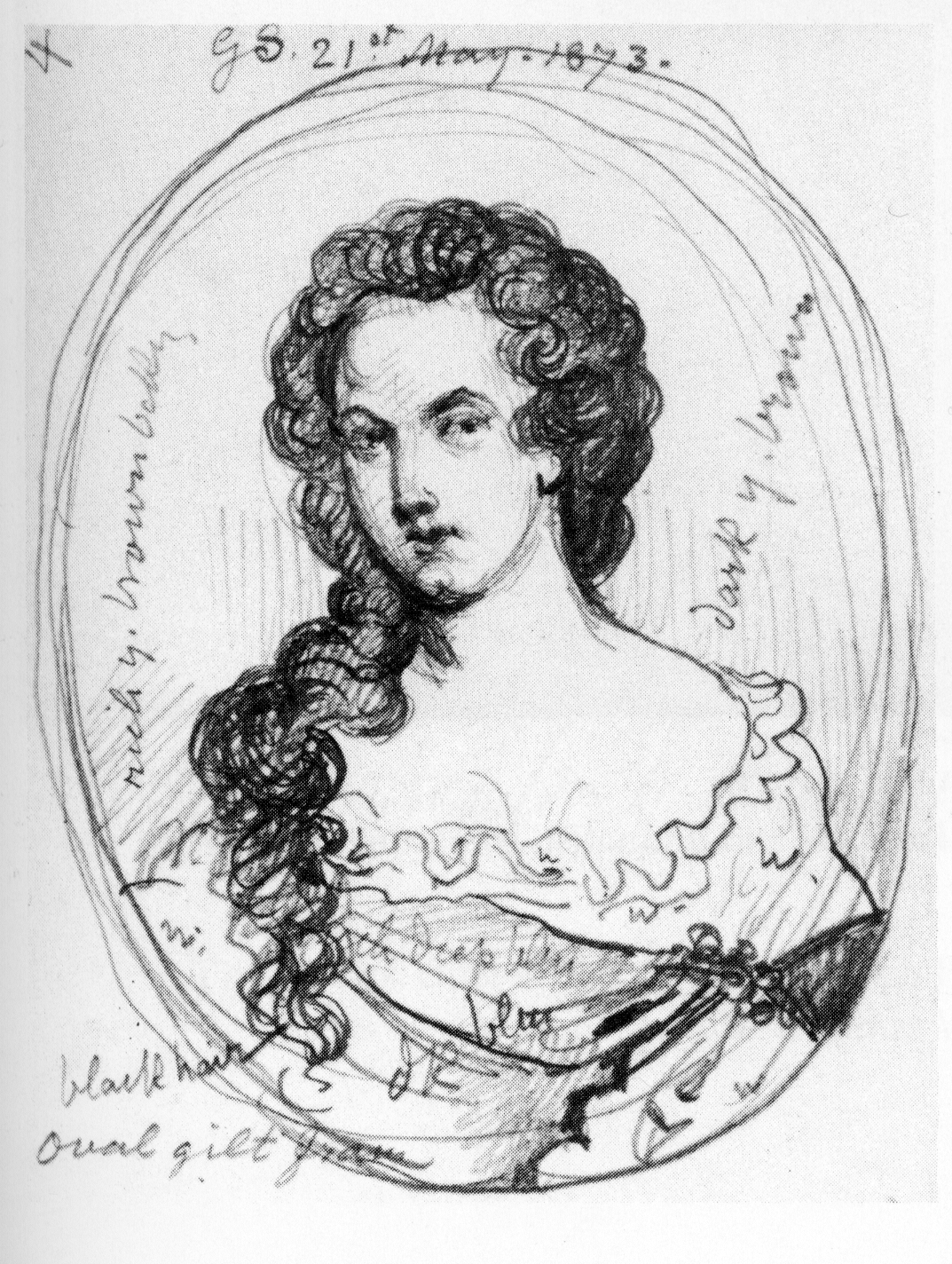
Boceto de un retrato de Aphra Behn.

En sus piezas de teatro y en sus novelas, Aphra Behn acostumbraba a confesar sus preferencias políticas, y la mayoría de sus obras contenían ese mensaje. La edición de "Oroonoko" debe ser remitida a la historia en sí, pero también al contexto literario. Según Charles Gildon, la escritora no dudaba en escribir su novela incluso con otras personas presentes. Aphra relata que escribió la novela de una sola vez, únicamente dejándose a sí misma raras pausas para reflexionar. Aunque volviera de su viaje del Surinam en 1663 o 1664, Aphra Behn no escribiría su "cuento americano" durante 24 años; solamente en 1688 decidió finalmente comenzar la novela. Por lo tanto, es interesante descubrir algún acontecimiento concreto que dio inicio a la redacción de "Oroonoko".
El año 1688 fue muy revuelto en Inglaterra. El rey Carlos II murió y Jacobo II accedió al trono. Jacobo no ocultaba ni su fervoroso credo católico, ni su matrimonio con una esposa de la misma religión. Eso indignaba a los ex-partidarios del parlamento, los cuales tramaron de nuevo una rebelión. Así de tenso estaba el ambiente, en general, cuando Behn escribió "Oroonoko". Entonces, hay en la novela diversas observaciones hechas por Oroonoko: Según el príncipe, una promesa de un rey es sagrada, un rey no tenía derecho de traicionar un juramento, y la honra de cualquier persona que fuera, siempre dependía de eso, de si cumplía sus promesas o no. Estas frases con consejos morales, fueron dirigidas posiblemente a los muchos cortesanos que, originalmente, juraron fidelidad a Jacobo II y, después, iniciaron un complot contra él. La novela, además de eso, es ardientemente desfavorable a Holanda y a la democracia. Como el candidato preferido del Partido Whig era el holandés Guillermo  III, Aphra Behn argumentaba visiblemente a favor del Partido Tory, a través de su énfasis en las abominaciones hechas por los holandeses en el Surinam, así como  enfatizando también la santidad y la inmanencia de la monarquía.
Pero el partido político amparado por Aphra Behn finalmente perdió, y la Revolución Gloriosa fue establecida por el "Act of Settlement" (1701), según el cual el credo protestante era desde entonces superior a la sangre real en la decisión sobre el heredero a la Corona británica. Así, la dinastía de los Estuardo fracasó, tanto que muchos de los lectores de "Oroonoko" olvidaron después esos aspectos de la novela.

## Importancia literaria
No es cierto que "Oroonoko" fuera la "primera novela inglesa". Más allá del clásico y difícil problema de la definición exacta del género de la novela, Aphra Behn escribió al menos otra obra de ficción antes de "Oroonoko": La carta romántica titulada "Cartas de Amor entre un noble y su hermana" (Love-letters between a Noble-Man and his Sister), que fue publicada 15 años antes que su más importante novela. Sin embargo, "Oroonoko" se puede considerar como uno de los más antiguos ejemplos de una categoría muy específica de novelas; el texto tiene una trama lineal y sigue las reglas de la biografía. Se presenta como una mezcla de drama teatral, relato y biografía y, por tanto, es relativamente próxima al estilo literario de la novela moderna.

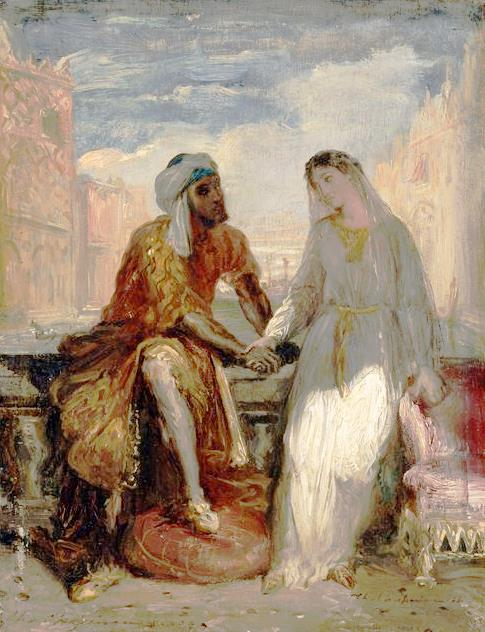
"Otelo y Desdémona en Venecia", obra de Théodore Chassériau (1819-1856).

"Oroonoko" es la primera novela inglesa que presenta africanos desde un punto de vista benevolente. Esta obra, así como "Otelo, el moro de Venecia" de William Shakespeare, instigan a la reflexión sobre la naturaleza de la monarquía y de la raza. Oroonoko, excepto por el color de su piel, es antes que nada un rey. Su ejecución, por tanto, se asemeja a un asesinato real y, conforme al punto de vista supersticioso, tendría consecuencias catastróficas para la pequeña colonia inglesa. La trama de la novela, muy teatral, aprovechó claramente la gran experiencia de Aphra Behn como autora de obras de teatro.
La novela también se diferencia de otras obras de ficción de la escritora por la relación amorosa simple y sin complicaciones. En el siglo XVIII, los lectores de la novela y los espectadores de la adaptación teatral, realizada por Thomas Southerne, se interesaban principalmente por el tema del "triángulo amoroso". Sobre el escenario, "Oroonoko" es observada como una gran tragedia, o al menos como un cuento muy romántico y conmovedor. La novela, de manera similar, fascinó a los lectores gracias al trágico amor de Oroonoko e Imoinda, y gracias a la amenaza de Byam. Sin embargo, paralelamente a la evolución progresiva de las sociedades británica y norteamericana en relación con la esclavitud, "Oroonoko" fue más y más frecuentemente interpretado como un texto favorable a la abolición de la esclavitud. Wilbur L. Cross escribió en 1899 sobre esta obra, que fue "la primera novela humanista en inglés". Cross consideraba a Aphra Behn una prominente abolicionista y lamentaba que "Oroonoko" apareciera demasiado pronto para conseguir abolir la esclavitud (lo que Cross veía como objetivo evidente de la novela). Desde entonces, los comentaristas, por mucho tiempo, distinguieron a Aphra Behn como la Vanguardia del Abolicionismo y, frecuentemente, la compararon con Harriet Beecher Stowe. Posteriormente, en el siglo XX, "Oroonoko" fue famosa como una etapa fundamental para el surgimiento de la teoría del "buen salvaje", después de Michel de Montaigne y antes de Jean-Jacques Rousseau. En nuestros días, "Oroonoko" se ha examinado más atentamente en relación con el colonialismo, pero también a causa del curioso encuentro entre extranjeros, y por el exotismo con el que se presentaba.

## Adaptación para teatro

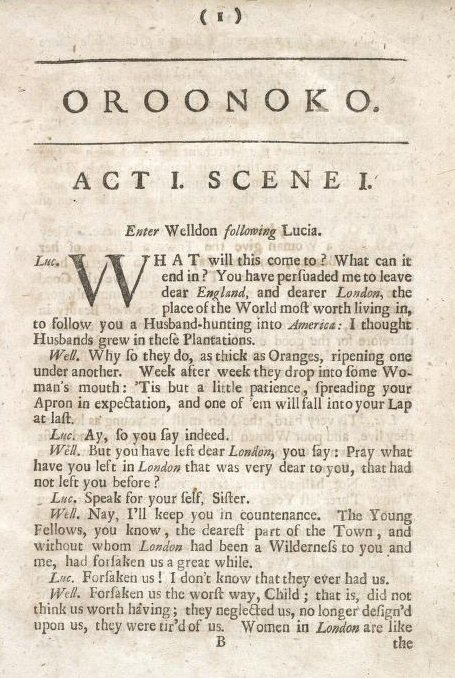
Acto primero, escena primera, de "Oroonoko", de Thomas Southerne (1695).

"Oroonoko", originalmente, no gozó de un éxito notable. Después de la primera edición, según el "English Short Title Catalog", no hubo una segunda edición durante más de ocho años, hasta 1696. Eso desilusionó un poco a Aphra Behn, que esperaba obtener honorarios satisfactorios gracias a la novela. Las ventas de "Oroonoko" comenzaron a crecer al segundo año después de la muerte de la escritora, y entonces, la novela rápidamente experimentó tres reediciones. El cuento fue posteriormente revisado por Thomas Southerne para crear una obra de teatro titulada "Oroonoko: una tragedia". La obra fue representada por primera vez en 1695. Fue seguidamente publicada en 1696, junto con el prefacio en el cual Southerne expresaba su agradecimiento a Aphra Behn y homenajeaba su obra. La obra de teatro tuvo tanto éxito que continuó a través de todo el siglo XVIII, gracias a las frecuentes reediciones de la novela. En cuanto a su contenido, la adaptación, en general, es fiel a la novela, excepto en un importante detalle: Imoinda aparecía como una mujer blanca. Como dictaba la moda hacia 1690, Southerne enfatizó más las escenas que provocaban más la piedad y la tristeza, principalmente la del asesinato de Imoinda a manos de Oroonoko. Además, según la costumbre ampliamente aceptada en las obras de teatro de aquel periodo, la trama principal se interrumpe con cortas comedias y escenas libertinas. Esos fragmentos fueron rápidamente retirados de la obra cuando las preferencias del público cambiaron, sin disminuir la popularidad de la misma.
A través de todo el siglo XVIII, la versión de Southerne fue más popular que la de Aphra Behn. Además, los lectores del siglo XIX veían a la escritora como demasiado indecente para ser digna de lectura, y el estilo de Southerne, por tanto, se impuso; el asesinato de Imoinda en particular es una escena popular. A causa del énfasis teatral sobre el aspecto trágico del cuento, el punto de vista de los lectores sobre la novela cambió progresivamente, pasando a ser visto menos como un escrito político favorable al Partido Tory (Partido Conservador Británico) y más como una "novela conmovedora" de vanguardia.